# Ghost Lake (Alberta)
Pour les articles homonymes, voir Ghost Lake.
Ghost Lake est un village d'été (summer village) de Bighorn No 8, situé dans la province canadienne d'Alberta.

## Démographie
En tant que localité désignée dans le recensement de 2011, Ghost Lake a une population de 81 habitants dans 35 de ses 69 logements, soit une variation de 3,8 % avec la population de 2006. Avec une superficie de 0,626 2 km2, village d'été possède une densité de population de 129,351 6 hab/km2 en 2011.
Concernant le recensement de 2006, Ghost Lake abritait 78 habitants dans 41 de ses 79 logements. Avec une superficie de 0,626 2 km2, village d'été possédait une densité de population de 124,6 hab/km2 en 2006.
| 2001 | 2006 | 2011 | 2016 |
| ---- | ---- | ---- | ---- |
| 69   | 78   | 81   | 82   |